# Bătălia de la Piramide
Bătălia de la Piramide, cunoscută și ca Bătălia de la Embabeh a fost o confruntare militară majoră ce a avut loc pe 21 iulie 1798, în timpul invaziei franceze a Egiptului. Armata franceză, comandată de Napoleon Bonaparte, a înregistrat o victorie decisivă împotriva forțelor conduse de liderii mameluci locali, distrugând aproape întreaga armată otomană staționată în Egipt. În această bătălie, Napoleon a implementat una dintre cele mai mari contribuții ale sale în tactica militară: batalionul pătrat. De fapt un dreptunghi, organizarea trupelor franceze în aceste formațiuni masive a reușit să țină piept numeroaselor atacuri ale cavaleriei mameluce.
Victoria a reprezentat cucerirea franceză a Egiptului după ce Murad Bei a salvat ce a mai rămas din armata sa și s-a retras haotic în Egiptul de Sus. Numărul victimelor în rândul francezilor a fost de doar circa 300, însă numărul victimelor în rândul otomanilor și mamelucilor a fost de ordinul miilor. Napoleon a intrat în Cairo după bătălie și a instaurat o nouă administrație locală sub supravegherea sa. Bătălia a expus declinul politic și militar al Imperiului Otoman din ultimul secol, mai ales în comparație cu puterea ascendentă a Franței. Napoleon a numit bătălia după piramidele egiptene deoarece erau ușor vizibile la orizont în timpul bătăliei.

## Preludiu
În iulie 1798 Napoleon avansa spre Cairo după ce a capturat Alexandria. S-a întâlnit cu forțele mameluce la 15 km de piramide și la doar șase km de Cairo. Forțele mameluce erau comandate de doi mameluci de origine georgiană, Murad Bei și Ibrahim Bei, și aveau o cavalerie puternică și bine instruită la dispoziția lor. Această bătălie a devenit cunoscută sub numele de Bătălia de la Shubra Khit, încheiată cu o victorie franceză minoră. Napoleon a realizat că singurele trupe otomane demne de luat în considerare pe câmpul de luptă erau călăreții mameluci. Și-a motivat trupele spunând: "Înainte! Țineți minte că de pe acele monumente de acolo privesc asupra voastră 40 de secole".

## Bătălia

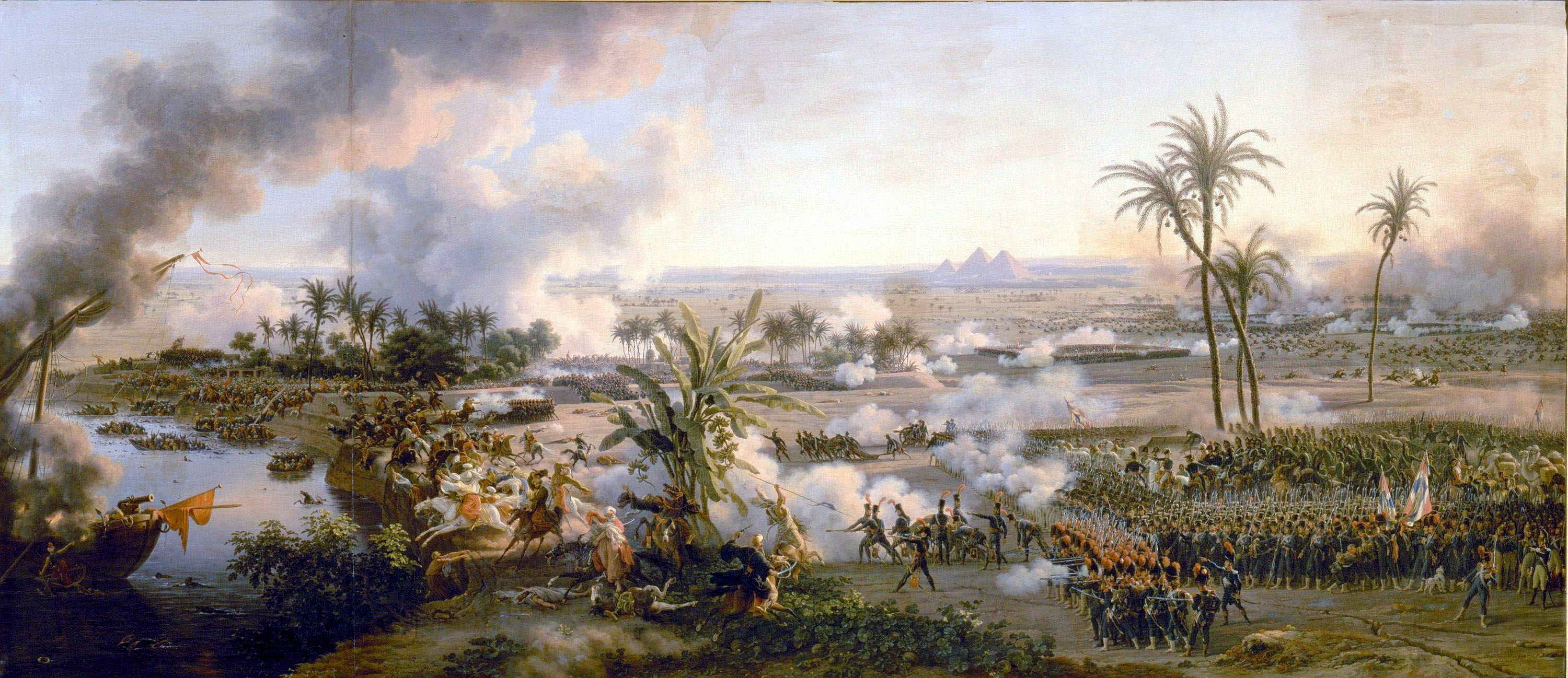
Bătălia de la Piramide, tablou de Louis-François Lejeune. Se poate observa dispunerea trupelor franceze sub formă de pătrat.

Napoleon a ordonat avansarea spre armata lui Murad cu fiecare din cele cinci divizii organizată în dreptunghi, cu cavaleria și bagajul în centrul dreptunghiului și tunurile în colțuri. Diviziile franceze au avansat spre sud în eșaloane, cu flancul drept la conducere și flancul stâng apărat de Nil. De la dreapta la stânga, Napoleon a lăsat diviziile sub comanda lui Louis Charles Antoine Desaix, Jean-Louis-Ébénézer Reynier, Charles-François-Joseph Dugua, Honoré Vial și Louis André Bon. În plus, Desaix a trimis un mic detașament pentru a ocupa satul Biktil din apropiere, aflat la vest. Murad și-a ancorat flancul drept pe Nil în satul Embabeh, care a fost fortificat și ținut de infanterie și câteva tunuri învechite. Cavaleria sa mamelucă a fost desfășurată pe flancul din deșert. Ibrahim, cu a doua armată, a privit neajutorat de pe malul estic al Nilului, incapabil să intervină. Chandler susține că armata de 25.000 de trupe a lui Napoleon o depășea numeric pe cea a lui Murad formată din 6.000 de mameluci și 15.000 de infanteriști.
În jurul orei 15:30, cavaleria mamelucă a început să atace fără avertisment armata franceză. Batalioanele pătrate ale lui Desaix, Reynier și Dugua au rămas pe poziții și au oprit călăreții cu focuri de muschete de la mică distanță și artilerie. Nereușind să desfacă formațiunile franceze, unii mameluci frustrați s-au îndreptat pentru a ataca forța detașată a lui Desaix. Și asta a fost un eșec. Între timp, în apropiere de fluviu, divizia lui Bon s-a desfășurat în coloane ofensive și au atacat Embabeh. Pătrunzând în sat, francezii au pus garnizoana pe fugă. Prinși în capcană împotriva fluviului, mulți mameluci și infanteriști au încercat să fugă prin înot, însă câteva sute s-au înecat. Napoleon a raportat o pierdere de 29 de morți și 260 de răniți. Pierderile lui Murad au fost mult mai mari, probabil până la 3.000 de călăreți mameluci de neînlocuit și un număr necunoscut de infanteriști. Murad a fugit în Egiptul de Sus, unde a purtat un război de gherilă înainte de a fi învins de Desaix la sfârșitul anului 1799.

## Urmări

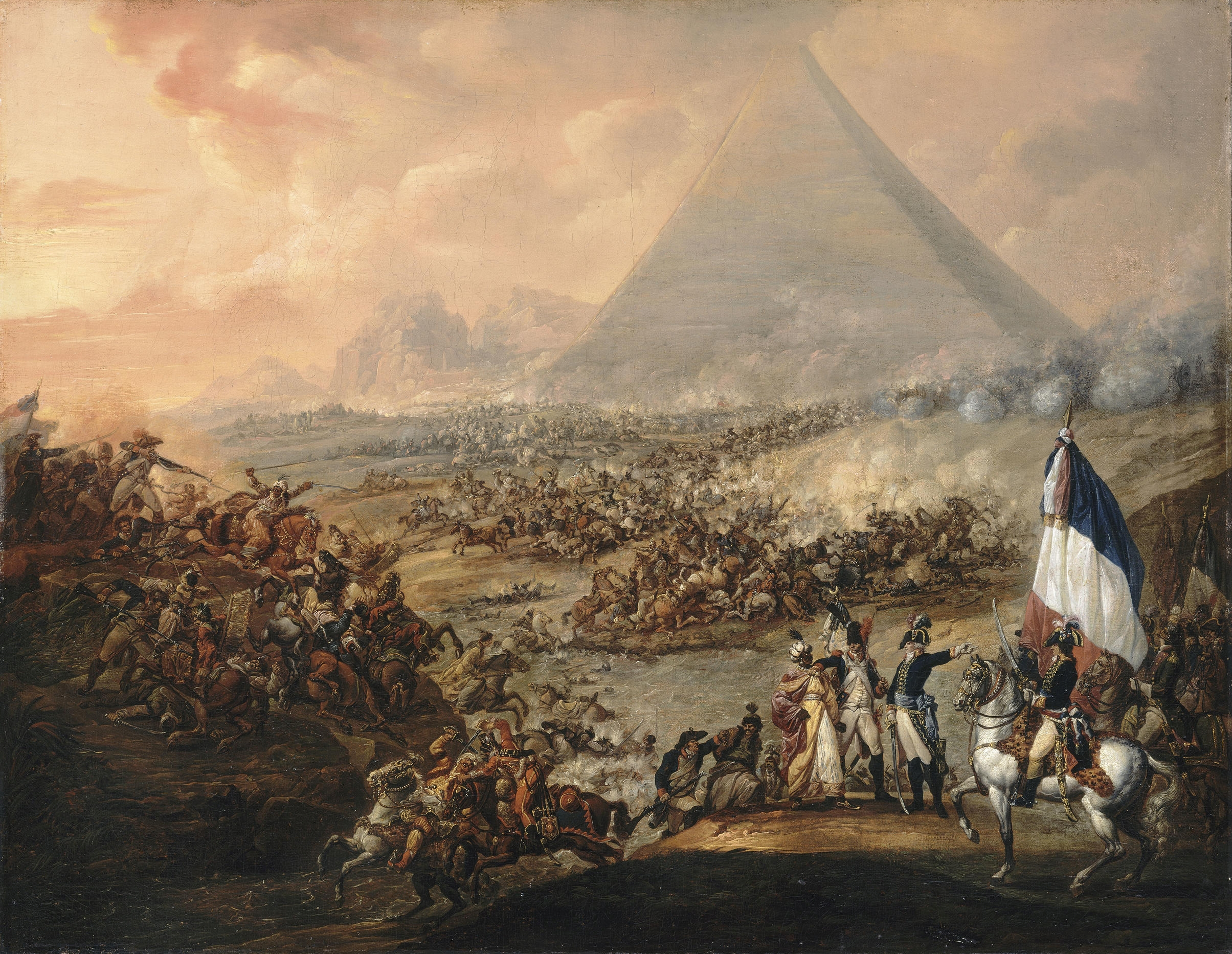
Bătălia de la Piramide, tablou de François-Louis-Joseph Watteau.

După ce au aflat vestea înfrângerii cavaleriei lor mameluce legendare, trupele mameluce rămase în Cairo au fugit în Siria pentru a se reorganiza și regrupa. Bătălia de la Piramide a marcat începutul sfârșitului celor șapte secole de conducere mamelucă în Egipt. În ciuda acestui început promițător, amiralul britanic Horatio Nelson a învins flota franceză zece zile mai târziu în Bătălia navală de la Abukir, punând capăt planurilor lui Napoleon de a cuceri Orientul Mijlociu.
Acoperit de porțiunea de pe malul vestic al orașului Cairo, nu a mai rămas astăzi din câmpul de luptă.